# Área natural protegida municipal Parque Rafael de Aguiar
El área natural protegida municipal Parque Rafael de Aguiar (antes denominada parque regional forestal y botánico Rafael de Aguiar) es un área protegida del partido de San Nicolás, en el extremo norte de la provincia de Buenos Aires, centro-este de la Argentina, a unos 230 km al noroeste de la ciudad de Buenos Aires.
El área natural protege ambientes característicos del delta medio y el borde continental bonaerense lindero a la ciudad de San Nicolás de los Arroyos. En los sectores moldeados por las periódicas crecidas del río, se encuentran bosques ribereños higrófilos, así como pajonales y arbustales inundables. En el talud barrancoso se desarrolla el bosque del talar de barranca, el cual es marginado en la terraza alta por una porción vestigial de vegetación característica de la estepa pampeana. Entre su biodiversidad, destacan las aves.
Es utilizada como una herramienta de educación ambiental, recibiendo asimismo la visita de científicos, estudiantes, turistas, observadores de aves, etc.

## Historia y ubicación
Historia
Esta unidad de conservación biológica fue creada por la municipalidad nicoleña el 3 de enero de 1959 por medio de la ordenanza N° 14/59 complementada con la N° 165 del año 1960, la N° 2576 del año 1989 y la N° 8235 del año 2012, por la cual el nombre de “parque regional forestal y botánico Rafael de Aguiar” fue trocado por el de “área natural protegida municipal
Parque Rafael de Aguiar”.
Su nombre honra a quien el 14 de abril de 1748 fundó la ciudad de San Nicolás, don Rafael de Aguiar.
Administración
El parque posee jurisdicción provincial pero es regentado por la municipalidad de San Nicolás. El manejo operativo del parque y la ejecución de las partidas previstas en el presupuesto municipal asignadas al mismo están bajo la órbita de un organismo descentralizado de la administración del municipio, el cual es denominado: “Ente Mixto de Promoción Turística de San Nicolás”.
Situación
El área natural protegida municipal Parque Rafael de Aguiar comprende una superficie de 1500 hectáreas situadas en el extremo septentrional de la provincia de Buenos Aires, sobre la margen norte del río Paraná inferior, en la ribera de la ciudad de San Nicolás de los Arroyos, en el sector norte del partido homónimo.
Se encuentra localizado en las coordenadas: 33°18′22.06″S 60°12′55.21″O / -33.3061278, -60.2153361. Las costas de las islas bajo protección se ubican a 1100 metros de la ribera de las islas más próximas pertenecientes a la provincia de Entre Ríos, ya en la margen izquierda del cauce principal del Paraná.
Su límite noroeste es el límite natural entre las provincias de Buenos Aires y Santa Fe, la porción final del arroyo del Medio hasta su desembocadura el arroyo Yaguarón (en la zona conocida como “La Horqueta”) el cual es un pequeño brazo del Paraná que se desprende hacia la derecha. Desde “La Horqueta” el límite prosigue hacia el norte por el Yaguarón hasta su nacimiento en las aguas abiertas del río Paraná. Desde “La Horqueta”, el Yaguarón continúa su recorrido ya dentro del área protegida, terminándolo en las aguas del Paraná frente a la ribera de la ciudad de San Nicolás. Esta urbe margina por el sur a la reserva, la cual comprende también las barrancas mismas. Hacia el norte y este el límite es el canal principal del río Paraná, quedando incluida la totalidad del territorio insular bonaerense al norte de la metrópoli nicoleña, destacando la isla Ballestero, junto con varios golfos paranaenses, como el denominado El Saco, así como las lagunas La Quebrada, La Negra, Larga, La Florida, La Esmeralda, la laguna del balneario municipal, etc.

## Características generales
De la totalidad de su superficie (1500 ha), la mayor parte (1450 ha) se sitúa dentro del valle de inundación del río Paraná, siendo su suelo formado y modelado por la dinámica fluvial, la que luego de transportar desde las fuentes del curso sedimentos finos, como arena, arcilla y limo, los deposita en el área bajo protección, por lo que su topografía presenta muy baja altura con respecto al nivel medio de sus aguas (generalmente no más de 2 o 3 metros). Aquí se presenta el típico ambiente deltaico e insular paranaense de la llanura aluvial, que conjuga bosques higrófilos (en las posiciones más elevadas, denominadas albardones) con extensos humedales en el interior de las islas, cubiertos de arbustales, pajonales y diversos tipos de plantas acuáticas. Con los ciclos de crecientes las aguas lo cubren por completo, aportando más materiales sedimentarios así como propágulos vegetales y fauna que viaja aguas abajo sobre la vegetación flotante.
La porción restante de la reserva (cerca de 50 ha), la conforma la pendiente de la barranca y la pequeña franja de la terraza inmediata. Se trata de suelos bien drenados, nunca inundables, y afectados en diverso grado por antropización y la urbanización de la ciudad.

### Zonificación
Dentro del área protegida se establecen varios tipos de zonas y subzonas.
- Zona intangible

Bajo esta figura se resguarda a las áreas de mayor importancia para su conservación. Allí solo se permite el uso con fines científicos, investigación y educación. Solo es permitido el ingreso con autorización. Allí se prioriza la erradicación o control de las especies exóticas invasoras.
- Zona de recuperación

Se destina a aquellos sectores que están contaminados, erosionados, degradados o con una intensa invasión de especies vegetales exóticas pero que se los incluye en un proceso de recuperación de sus cualidades ambientales. También se lo adscribe a lagunas colmatadas, las cuales para cumplir mejor una finalidad educativa y ambiental se busca que retornen al biotopo lacunar.   
- Zona de uso público

Subzona de uso público intensivo
Allí el objetivo principal es el esparcimiento, la recreación, las prácticas deportivas, etc., contando con instalaciones e infraestructura de servicios para los visitantes (centro de interpretación, puestos de información, estacionamiento de automóviles, sanitarios, fogones, áreas de descanso, etc.).
Subzona de uso público extensivo
Esta figura es menos restrictiva que la anterior, ya que permite un mayor uso, si bien es condición que este sea de bajo impacto ambiental, por lo que se permite caminos y algunos servicios públicos. Allí es posible realizar actividades de investigación, así como otras que profundicen el acercamiento de los visitantes a la naturaleza silvestre, como actividades educativas o recreativas.
Sector de uso público extensivo especial
Figura que implica niveles intermedios a altos de modificación ambiental, por lo que permite la instalación de infraestructura o la permanencia de asentamientos humanos de propiedad privada. Incluye también áreas concesionadas con anterioridad a la promulgación de la zonificación.
- Zona de amortiguación

Esta comprende áreas ya fuera de la reserva, pero al encontrarse adyacentes a sus límites constituyen espacios de transición entre la superficie bajo protección y su entorno. Al demarcarlas se busca minimizar en la propia reserva las repercusiones de las actividades humanas de su entorno. Incluye a los barrios ubicados inmediatamente por sobre la barranca y a la Costanera Superior. En estas áreas es obligado que al forestar se emplee especies nativas del nordeste bonaerense y si es posible, partiendo de semillas, gajos, esquejes o estacas portadoras de germoplasma del parque o sus proximidades.

### Geología, paleontología y arqueología
La base de la barranca de la reserva coincide con la inversión paleomagnética Brunhes-Matuyama, la cual, según correlación estratigráfica establecida sobre la base de estudios paleomagnéticos, fue fechada con una edad de 730 000 años.
En la propia barranca del área protegida fueron localizados restos que la indican como portadora de afloramientos fosilíferos.
En la base de la misma fueron efectuados hallazgos arqueológicos consistentes en una lasca de cuarcita blanca y fragmentos de cerámica con deficiente cocción.

### Clima
En la clasificación de Papadakis, al clima del área se lo incluye en el pampeano subtropical, gracias a la acción morigeradora del río Paraná con aguas provenientes de latitudes intertropicales, a las que se suman las de las lagunas y  arroyos interiores. La temperatura anual promedio es de 17,2 °C, y las precipitaciones anuales totalizan más de 1100 mm, y están repartidas especialmente entre los meses cálidos. En invierno suelen presentarse moderadas heladas.

## Patrimonio biológico
Por su estratégica posición septentrional con respecto a la geografía bonaerense, presenta una diversidad especial, gracias a la mayor proximidad con los centros de diversidad biológica del Paraná Medio y de los bosques mesopotámicos y chaqueños.

### Ecorregiones
Ecorregionalmente su superficie emergida pertenece a tres ecorregiones terrestres: sectores restringidos sobre la terraza situados entre el camino costanero superior y la corona de la barranca estaban cubiertos por pastizales que incluye en la pampas húmedas; el sector de la barranca está cubierto por una angosta lonja relictual del talar bonaerense, el cual se adscribe al espinal; finalmente, el sector de bajíos ribereños (todos los terrenos entre el pie de la barranca y el río Paraná) es propio de la del delta e islas del río Paraná.
Las aguas del río Paraná y los esteros de los bajíos se insertan en la ecorregión de agua dulce Paraná inferior.

### Fauna

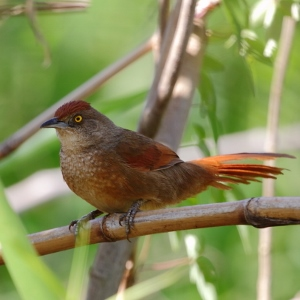
El espinero grande es una de las especies de aves avistadas en los bosques de esta reserva.

Al posicionarse a una menor latitud que la totalidad de la provincia, presenta una biodiversidad relevante, al poseer elementos de flora y especialmente faunísticos que son más raros o están ausentes en las áreas protegidas situadas río abajo. Entre el elenco protegido destacan las aves, de las que fueron registradas alrededor de 150 especies. En la reserva nidifican muchas especies características de la Mesopotamia o del sector septentrional provincial, entre las que se encuentra el espinero grande.
También presenta numerosas especies de peces, 14 especies de mamíferos (destacando el amenazado lobito de río), 13 especies de anfibios y 12 especies de reptiles, entre ellos destaca el saurio ápodo viborita de cristal, el cual en la provincia Buenos Aires es exclusivo de su extremo norte. Entre sus insectos destacan las mariposas y los coleópteros, siendo que solo en los Carabidae se han colectado 104 especies de 48 géneros y 21 tribus.

### Flora
Se han inventariado alrededor de 230 especies de plantas. En los bajos y territorio insular se encuentran bosques mixtos integrados por sauces criollos y alisos de río, a los que se suman ceibos y curupíes, siendo esta vegetación característica del delta medio del río Paraná, perteneciente al distrito fitogeográfico de las selvas mixtas de la provincia fitogeográfica paranaense. Otras comunidades edáficas e hidrófilas se presentan en los bañados y esteros situados en los sectores deprimidos, especialmente hacia el interior de las islas, donde se encuentran Oenothera centaurifolia, Cleome hassleriana, Solanum deltaicum, arbustales de sarandíes blancos y rama amarilla (Lycium vimineum), juncales, cataisales, duraznillares, peguajozales, etc.
La vegetación de la barranca es la característica del subdistrito fitogeográfico del tala del distrito fitogeográfico del algarrobo, correspondiente a la provincia fitogeográfica del espinal. Estos bosques, en razón de la alteración y destrucción de la región perpetrada por el desarrollo humano, se han vuelto una rareza en el nordeste bonaerense. En la barranca se presentan bosques con talas, ombúes, molles, chañares y espinillos, junto a una densa y variada diversidad de arbustos, como el chucupí, el chal-chal de gallina, el cedrón del monte y la barba de chivo. La acción de antiguas canteras para la extracción de tosca ha dejado cárcavas, las que hoy poseen paredes sombreadas y húmedas, posibilitando la presencia de variadas especies de helechos.
En las pequeñas áreas abiertas de la terraza superior se presentan los restos del pastizal pampeano perteneciente al distrito fitogeográfico pampeano oriental, correspondiente a la provincia fitogeográfica pampeana. Allí dominan las plantas herbáceas, en especial las gramíneas. La comunidad característica se denomina flechillar, se encuentra alterada por la ganadería, y mayormente destruida totalmente por la agricultura. En ese sector destaca la abundancia de las arbustivas chilcas (Baccharis punctulata).

## Amenazas
El mantener una superficie agreste extensa y en buen estado es indispensable para la eficaz conservación de los entramados ecosistémicos que forman la interacción de sus componentes naturales. Especialmente en la barranca y terraza superior, el valor conservacionista del predio se ve amenazado por la lenta invasión de especies exóticas, por ejemplo las de origen chino como la mora blanca, la morera de papel y el ligustro, u otras de origen estadounidense como la acacia negra. De no mediar una intervención de control, todas estas especies lograrían desarrollar neoecosistemas muy estables, pero a la vez biológicamente muy pobres. 
Al estar situada junto a una ciudad de 133 000 habitantes, una adecuada vigilancia es fundamental para impedir el accionar de personas que, de manera directa o indirecta, dañan a los ejemplares silvestres, por ejemplo cazadores de pájaros, colectores de madera y leña, gente acompañada de perros sueltos, pescadores que hacen fuego en la base de los sauces, arrojan basura, realizan tránsito libre que afecta a la vegetación más sensible, etc. 

## Visitas a la reserva
En las zonas previstas, la reserva puede ser visitada de manera libre y gratuita. Es ideal para paseos recreativos, o para avistar aves, plantas, insectos, y naturaleza en general. Desde los senderos, el visitante puede observar un variado conjunto de especies de animales y vegetales nativos del nordeste bonaerense. Se hacen visitas guiadas de interpretación ambiental para público en general y para contingentes de escolares, sirviendo el predio de escenario viviente para complementar a los educadores la enseñanza de biología o ciencias naturales, actuando como un aula a cielo abierto, además de promover en los jóvenes una toma de conciencia sobre la problemática medioambiental al acercarlos a la naturaleza silvestre. 
Al ser también una reserva natural urbana, entre sus roles principales se encuentran la educación, la conservación de los recursos biológicos, la investigación científica, la participación de la ciudadanía y, por último, el esparcimiento de la población.

### Infraestructura
Posee infraestructura. Un sendero principal baja por la pendiente de la barranca y luego bordea el arroyo Yaguarón hacia el norte, terminando en el mismo límite con la provincia de Santa Fe. Sectores isleños son más apropiados para recorrerlos en embarcaciones. Senderos menores recorren el bosque del pedemonte de la barranca. 
Balneario municipal
En un sector dentro del parque y desde la temporada estival 1993-94 fue desarrollado el balneario municipal de la ciudad. Se sitúa en el extremo norte del paseo costanero nicoleño. Diagramado sobre una superficie de 4 hectáreas, posee playa de estacionamiento, un espejo de agua para el esparcimiento, canchas deportivas, restaurante, sanitarios, lugar para acampar bajo añosa arboleda, mesas con bancos y parrillas, etc.

### Acceso
Desde la ciudad de Buenos Aires y mediante automóvil, al parque se llega circulando por la autopista Panamericana. Se deja dicha carretera en el kilómetro 231 al tomar la ruta de acceso a la ciudad de San Nicolás de los Arroyos, doblando hacia la derecha para pasar a transitar por la avenida Presidente Perón, la cual se recorre en dirección al río y al llegar a este se toma hacia la izquierda por el paseo costanero, el cual atraviesa la entrada al Parque.  